# Metolius
Metolius az Amerikai Egyesült Államok északnyugati részén, Oregon állam Jefferson megyéjében elhelyezkedő város. A 2020. évi népszámlálási adatok alapján 978 lakosa van.

## Története
A várost először 1903-ból származó német nyelvű feljegyzésekben említik. Nevét az őslakosok mitula („fehér lazac”, a királylazacra utalva) szaváról kapta.
1911 februárjában megnyílt az Oregon Trunk Railroad Bendbe vezető vasútvonala; ehhez Metoliusban fordítókorongot és kocsiszínt építettek, valamint a gőzmozdonyok vizének újratöltését is itt végezték. A város elektromos áramát az 1912-ben átadott gát biztosította. 1913-ban megnyílt az iskola, a település pedig a háború alatt is növekedett: 1917-re a lakosság száma elérte az 1700 főt; ekkor két bank, két folyóirat, malom, valamint több szálloda és barkácsbolt is volt itt. A vasúti technológia fejlődésével a metoliusi karbantartóbázisra már nem volt szükség; bezárásával a város hanyatlásnak indult. Az 1920-as évekbeli tűzben leégett a belváros egy része, az 1924 és 1926 közötti szárazság miatt több gazda csődbe ment, a nagy gazdasági világválság pedig teljesen tönkretette a települést: 1945-re a lakosságszám 45 főre csökkent.
Az 1940-es évekig csak szárazgazdálkodás folyt, azonban a Deschutes folyó vizének felhasználásával kiépítették a csatornarendszert, és 1960-ra a térségből napi háromezer vagonnyi burgonyát szállítottak, valamint egy mirelitburgonya-üzem is működött. 1968-ban a férgesség tönkretette a burgonyát, 1973-ban bezárt a vasútállomás, 1990-ben pedig gyökérrothadás miatt a mentatermesztéssel is felhagytak. A 21. századra a mezőgazdaság jelentősége minimálisra csökkent.
1950-ben az általános iskolát tornateremmel és osztálytermekkel bővítették, később pedig a mezőgazdasági dolgozók és építőmunkások gyerekei miatt további termeket építettek. 1963-ban és 2000-ben a középiskolát is átépítették. Az első spanyol ajkú családok az 1950-es években érkeztek, a faipari cégek pedig mexikói vendégmunkásokat alkalmaztak.
1970 körül, a posta leégésekor a város irányítószámát törölték a nyilvántartásból, de a 2000-es évek elején próbálkozásokat tettek ennek visszaállítására.

## Éghajlat
A város éghajlata mediterrán (a Köppen-skála szerint Csb).

## Népesség
A település népességének változása:

| 2010 | 710 |
| 2020 | 978 |

## Fordítás
- Ez a szócikk részben vagy egészben  a   Metolius, Oregon című angol Wikipédia-szócikk ezen változatának fordításán alapul.  Az eredeti cikk szerkesztőit annak laptörténete sorolja fel. Ez a jelzés csupán a megfogalmazás eredetét és a szerzői jogokat jelzi, nem szolgál a cikkben szereplő információk forrásmegjelöléseként.